# 사랑하는 여름!
〈사랑하는 여름!〉(일본어: 恋する夏! 코이스루나츠[*])는 일본의 걸그룹 X21의 두 번째 싱글로 에이벡스 트랙스에서 2014년 6월 25일에 발매됐다. 노래의 포지션 센터는 요시모토 미유이다.

## 배경과 발매
CD+DVD판, CD판, 포토북판, 이벤트 장소 한정판 CD의 총 4형태로 발매됐다.
커플링곡 〈귀요미송〉(キヨミ・ソング)은 2013년에 한국에서 유행한 숫자송의 일본어 커버곡이다. 2014년 5월 17일에 유튜브 상에서 무료 비디오가 공개됐으며, 본작의 DVD에도 수록됐다. 또한, 포토북판, 이벤트 장소 한정판 CD의 자켓 사진은 〈사랑하는 여름!〉의 의상이 아닌 〈귀요미송〉의 의상이다.
〈사랑하는 여름!〉 선발 멤버는 12명이며, 〈내일로의 졸업〉과 동일하다.

## 차트 성적
- 2014년 7월 7일자 오리콘 주간 차트에서 약 0.7만장을 판매하며 9위를 획득했다. 전작 〈내일로의 졸업〉의 15위를 웃돌며, 동명 그룹으로 첫 10위권에 들었다.

## 수록곡
| #            | 제목                           | 작사                                         | 작곡            | 편곡            | 재생 시간 |
| ------------ | ------------------------------ | -------------------------------------------- | --------------- | --------------- | --------- |
| 1.           | 〈사랑하는 여름!〉 (恋する夏!) | 아오야마 미오                                | 아키타 카즈유키 | 와타나베 토루   | 5:06      |
| 2.           | 〈귀요미송〉 (キヨミ・ソング)  | 마츠이 고로(일본어 가사), 하리, 단디, 트마킹 | 단디, 트마킹    | 시미즈 타케히토 | 2:45      |
| 3.           | 〈사랑하는 여름! (Inst.)〉     |                                              |                 |                 | 5:06      |
| 4.           | 〈귀요미송 (Inst.)〉           |                                              |                 |                 | 2:42      |
| 총 재생 시간 | 총 재생 시간                   | 총 재생 시간                                 | 총 재생 시간    | 총 재생 시간    | 15:41     |

| #  | 제목                                                                         | 재생 시간 |
| -- | ---------------------------------------------------------------------------- | --------- |
| 1. | 〈사랑하는 여름! (뮤직비디오)〉 (恋する夏! (MUSIC VIDEO))                    |           |
| 2. | 〈귀요미송 (안무 영상)〉 (キヨミ・ソング (フリビデオ))                       |           |
| 3. | 〈사랑하는 여름! (뮤직비디오 오프샷)〉 (恋する夏! (MUSIC VIDEOオフショット)) |           |

## 선발 멤버
| - 와카야마 아야노 - 이즈미카와 미호 - 요시모토 미유 - 코모리야 사쿠라 | - 타나카 슈리 - 나가오 마미 - 이가시라 마나미 - 시라토리 하스미 | - 카미나구치 호노카 - 야마키 코하루 - 스에나가 마이 - 오자와 나나카 |

## 차트
| 차트 (2014)               | 최고 순위 |
| ------------------------- | --------- |
| 일본 (오리콘 차트 (주간)) | 9         |